# Soldados (álbum)
Soldados es el octavo álbum de estudio y la duodécima producción del cantante colombiano de rock cristiano Álex Campos.
El álbum se caracteriza por ser una transición en el estilo musical, incursionando en el género urbano, con ritmos fusionados entre reguetón, trap y pop. Asimismo el 20 de marzo de 2019, el álbum fue presentado posteriormente a su sencillo «Tú tan mío». De este álbum, se desprenden algunos sencillos como: «Soy soldado», «Hoy», «Vuelve vida» y «Yo tierra, tú semilla» entre otros.
En este álbum, están incluidas las participaciones de Redimi2, Danay Suárez, Indiomar, Michael Stuart y Madiel Lara y las colaboraciones especiales de Andrés Corson y Juannita Campos.
El álbum fue elegido como Mejor Álbum Cristiano en Español en los Premios Grammy Latinos de 2020.
En 2021, para un concierto por streaming realizado por Álex Campos titulado "Al Taller del Maestro", se estrenó la remezcla de «Vivir el Cielo», interpretado junto a Evan Craft y Alex Zurdo.

## Lista de canciones
| N.º | Título                                | Duración |  |
| 1.  | «Soy soldado» (con Redimi2)           | 3:16     |  |
| 2.  | «Tú tan mío» (con Madiel Lara)        | 3:00     |  |
| 3.  | «Hoy» (con Indiomar)                  | 3:49     |  |
| 4.  | «Tú mi existir» (con Juannita Campos) | 3:19     |  |
| 5.  | «Duele el amor»                       | 3:45     |  |
| 6.  | «Yo tierra, Tú semilla»               | 3:44     |  |
| 7.  | «Vuelve vida» (con Danay Suárez)      | 3:14     |  |
| 8.  | «Cara a cara» (con Andrés Corson)     | 4:07     |  |
| 9.  | «Vivir el cielo»                      | 3:08     |  |
| 10. | «Hoy» (con Michael Stuart)            | 4:16     |  |

### Ediciones especiales
| N.º | Título                                         | Duración |  |
| 1.  | «Vivir el cielo» (con Evan Craft y Alex Zurdo) | 3:08     |  |